# Youngest in Charge
Youngest in Charge è il primo album del rapper statunitense Special Ed, pubblicato nel 1989 da Profile Records. Nel 1998, la rivista specializzata The Source lo inserisce nella sua lista dei cento migliori album hip hop.
Nel 1990 è distribuito in Germania, Austria e Svizzera da BCM Records. Nel 2009 e nel 2015 è ripubblicato rispettivamente da Traffic e Get On Down.
| Recensione | Giudizio |
| ---------- | -------- |
| AllMusic   | [ 1 ]    |

## Tracce
1. Taxing – 4:00
2. I Got It Made – 3:40
3. I'm the Magnificent – 4:30
4. Club Scene – 6:15
5. Hoedown – 4:40
6. Think About It – 4:23
7. Ak-Shun – 3:45
8. Monster Jam – 4:56
9. The Bush – 3:49
10. Fly M.C. – 2:26
11. Heds and Dreds – 2:56

## Classifiche settimanali
| Classifica (1989)         | Posizione massima |
| ------------------------- | ----------------- |
| Stati Uniti               | 73                |
| US Top R&B/Hip-Hop Albums | 8                 |